# Ресен
Ресен или Ресан је град у Северној Македонији, у јужном делу државе. Ресен је седиште истоимене општине.

## Природне одлике
Град Ресен се налази на у јужном делу Северне Македоније. Град је на је 205 km југоисточно од Скопља, главног града државе.
Рељеф: Ресен се налази у области Горња Преспа. Насеље се сместило у врху поља, које се на југу завршава Преспанским језером. Западно о града се изидже планина Галичица, а источно планина Бигла. Приближна надморска висина насеља је 880 m.
Клима: У Ресну влада планинска клима због знатне надморске висине.
Воде: Кроз сам Ресен протиче речица Доњи Вир, која се југоисточно од града улива у Вардар.

## Историја
Подручје Ресна је било насељено још од праисторије. Први спомен насеља под данашњим именом везује се за 15. век.
Постојала је у Ресену српска народна школа 1869. године. У међувремену је школа затворена да би се затим водила велика борба интереса, да школа поново проради. То се успело тек априла 1906. године, заслугом Косте Панчића, Христа Спировића, Николе Јовановића и Николе Јанковића. Нова српска школа је одмах поверена управнику Ј. Грдановићу из Охрида. Свечано отварање било је 9. априла, након богослужења у цркви. Грчки свештеници и грађанство нису хтели да саучествују у српском слављу. За неколико дана у школу се уписало 25 ученика.
Током 19. века Ресан је био невелико трговиште области Преспа, насељено различитим живљем (Словени, Аромуни, Турци, Албанци, Грци).
Управитељ Ресна, Ахмед Нијази Бег, је био покретач Младотурске револуције 1908. године.
1912. године Ресан се са околином припаја Краљевини Србији, касније Југославији. Од 1991. године град је у саставу Северне Македоније.

## Становништво
Ресен је према последњем попису из 2021. године имао 7.904 становника.
| Национални састав према попису из 2021.‍ | Национални састав према попису из 2021.‍ | Национални састав према попису из 2021.‍ | Национални састав према попису из 2021.‍ | Национални састав према попису из 2021.‍ |
| --------------------------------------- | --------------------------------------- | --------------------------------------- | --------------------------------------- | --------------------------------------- |
|                                         |                                         |                                         |                                         |                                         |
| Македонци                               | Македонци                               |                                         | 5.357                                   | 67,8%                                   |
| Турци                                   | Турци                                   |                                         | 1.084                                   | 13,7%                                   |
| Албанци                                 | Албанци                                 |                                         | 325                                     | 4,7%                                    |
| Роми                                    | Роми                                    |                                         | 294                                     | 3,7%                                    |
| непописани                              | непописани                              |                                         | 479                                     | 6,1%                                    |

Претежна вероисповест месног становништва је православље, а мањинска ислам.

## Галерија
- Главна улица у Ресену
- Дворац Нијази Бега
- Градска црква, посвећена Светом Ђорђу
- Парк у Ресану